# Nuria Carrasco
Nuria Carrasco García, (Ronda, Málaga 30 de enero de 1962) es  una artista española que en su obra se apropia de formatos de publicaciones para romper con los tópicos sobre las minorías.

## Formación
1989 Licenciada en Bellas Artes. Facultad Santa Isabel de Hungría de Sevilla.
1990 Grafismo Electrónico en la Escuela profesional de imagen y sonido. Sevilla.
1993 Escenografía y vestuario, Centro Andaluz de teatro. Sevilla.
1994 Espacio Escénico aplicado y Técnicas Escénicas CAT. Sevilla.
2007 Curso oficial de Realización Audiovisual con Combustión. CICE Madrid

## Obra
Carrasco trabaja con un punto de vista crítico sobre las revistas de moda.  Su obra la ha expuesto en la prestigiosa galería de Madrid Juana de Aizpuru, en una de sus exposiciones se destaca su versatilidad técnica y la habilidad con la que maneja diversos materiales diferentes y en muchos casos opuestos, siempre al servicio de sus elaborados discursos, para realizar sus proyectos se vale de la fotografía, la escultura, el vídeo y la instalación, con estos lenguajes crea un complejo juego de imágenes y asociaciones acerca de varias ideas como la idea de flexibilidad, intrínseca a la memoria, al cuerpo  y a la vida.
En Vowei China. The Millennial Issue la artista es editora, productora, fotógrafa, publicista, redactora , una falsa revista de moda para contar la nueva China. Eb sus trabajos se apropia de formatos de otras publicaciones, en ellos rompe los tópicos acerca de las minorías.

“Con Vowei cierro el proyecto de las revistas que nació cuando en 2013, dentro de Artifariti (festival de arte y derechos humanos dedicado a los refugiados del campamento del Sahara Occidental en Argelia). ¡Ahlan! parte de la revista española ¡Hola!, y refleja la lucha por la libertad de tres generaciones de refugiados en los campamentos del Sahara Occidental. Después vino Kalas, dedicada a los descendientes de esclavos africanos.
“Ha sido un trabajo difícil, especialmente para que la comunidad china entendiera el proyecto —algo que también ocurre con el resto de la sociedad— y accedieran a participar. Además de los profesionales que colaboran en Vowei, más de 40 chicas han posado para los distintos reportajes con su propio vestuario. El resultado es sorprendente”, explica Nuria Carrasco
Fake 2018 en la facultad de Bellas Artes de Cuenca presenta en una conferencia su proyecto Fake news Este proyecto formó parte de la Bienal Miradas de Mujeres de MAV 2020. Otro de los proyectos es Original o copia, sobre la autenticidad de lo falso. Los fake magazines los expuso en el CAAC - Centro Andaluz de Arte Contemporáneo, Centro de Arte Dos de Mayo (CA2M) comisaria Berta Sichel.

## Exposiciones individuales
2020 Fake magazines. 13espacio  Sevilla
2010 Alguien ahí. Galería Formato Cómodo. Madrid.
2005 El patio de mi casa no es particular, CAC Málaga.
2004 Ser y estar. Museo de Huelva.
2003 1969-1974. The Art Palace. Madrid.
2001/02 El suelo se mueve. Galería Juana de Aizpuru. Madrid.
1999 De lo terreno y lo humano Galería Juana de Aizpuru. Sevilla.
1997 Habitantes, Galería Juana de Aizpuru. Madrid.
1996 Sala de espera,. Galería Cavecanem. Sevilla.
Gravina Centro de Arte. Huelva.
1994 Galería Cavecanem. Sevilla.
1992 Caja de Ahorros San Fernando. Sevilla.
1990 Pabellón de Uruguay. Sevilla.
1989 La Carbonería. Sevilla.
1987 La Carbonería. Sevilla

## Premios y becas  (selección)
2011 ayudas a la promoción del arte contemporáneo español.
2011 y 2009 ayuda a la creación contemporánea Matadero Madrid.
2009 beca iniciarte. Junta de Andalucía.
2002 beca a la creación artística contemporánea. Junta de Andalucía.
2002 beca Daniel Vázquez Díaz, Diputación de Huelva
1999 Translacje 99. Art Meeting. Piotrków Trybunalski. Polonia.
1998 beca a la creación artística contemporánea. Junta de Andalucía.
1996 ll Certamen UNICAJA. Málaga.
1991 IV Muestra Andaluza para artistas plásticos. Málaga.

## Obras en colecciones
Museo Maruhame Hiray. Japón
Museo Nacional Centro de Arte Reina Sofía.Madrid
Museo USC Fisher Gallery. California
Laurence Millar. New York
Consejería de Cultura. Junta de Andalucía
Comunidad de Madrid
Centro de Arte Contemporáneo de Málaga
Fundaciòn Coca Cola
Centro Andaluz de Arte Contemporáneo. La Cartuja. Sevilla
Ayuntamiento de Poyença. Mallorca
Instituto Andaluz de la Mujer. Junta de Andalucía
Laboratorios SALVAT. Barcelona
UNICAJA. Málaga
Delegación Provincial de Cultura. Málaga